# Хаяси, Сэндзюро
Сэндзюро Хаяси (яп. 林 銑十郎 Хаяси Сэндзю:ро:, 23 февраля 1876 — 4 февраля 1943) — японский военный и государственный деятель, командующий Гарнизонной армией в Корее во время Маньчжурского инцидента, премьер-министр Японии (2 февраля— 4 июня 1937).

## Биография
Сэндзюро Хаяси родился в 1876 году в префектуре Исикава.
С 1918 по 1920 годы командовал 57-м полком. В 1921—1923 — глава подготовительных курсов при Рикугун сикан гакко, затем работал в Генеральной инспекции боевой подготовки. В 1923—1924 году представлял армию при Лиге наций, в 1924—1925 опять работал в Генеральной инспекции боевой подготовки.
В 1925 году Сэндзюро Хаяси стал командиром 2-й бригады. В 1926 году стал комендантом Крепости Токийского залива, в 1927 году — комендантом Рикугун дайгакко, в 1928 — заместителем генерального инспектора боевой подготовки. В 1929 году он стал командующим Императорской гвардией.
В 1930 году генерал-лейтенант Сэндзюро Хаяси стал главнокомандующим Гарнизонной армией в Корее. На следующий же день после Маньчжурского инцидента, 19 сентября 1931 года он приказал 20-й дивизии сформировать 39-ю смешанную бригаду и выдвинуть её в Маньчжурию. Однако японский Кабинет не согласился с армией, полагая, что Маньчжурский инцидент был результатом заговора офицеров. Не получив санкции Императора, Хаяси в тот же день приказал 39-й смешанной бригаде покинуть Маньчжурию. В итоге Кабинет сумел договориться с армией, и разрешение на выдвижение 39-й смешанной бригады в Маньчжурию было дано 22 сентября.
После службы в Корее Сэндзюро Хаяси в 1932—1934 годах был Генеральным инспектором боевой подготовки и членом Высшего военного совета. В 1934—1935 годах Хаяси был Министром армии, а в 1935—1936 — вновь членом Высшего военного совета. В 1937 году Сэндзюро Хаяси в течение четырёх месяцев был премьер-министром Японии. В 1940—1941 годах был членом Тайного совета. Умер в 1943 году.